# Kyndby
Kyndby er en landsby i Nordsjælland med 262 indbyggere  (2024), beliggende i Kyndby Sogn på Hornsherred to kilometer sydøst for Kyndby Huse, to kilometer vest for Dalby og 13 kilometer sydvest for Frederikssund. Byen tilhører Frederikssund Kommune og er beliggende i Region Hovedstaden.
Kyndby Kirke ligger i bebyggelsen. Landsbyen lå tidligere i Frederiksborg Amt.

## Historie
- Se Kindholm